# Ntoro
Ntoro, è la rappresentazione dell'anima secondo la mitologia della popolazione Ashanti del Ghana.

## Caratteristiche
Secondo i loro miti ognuno possiede il Ntoro, nasceva da una scintilla della divinità creatrice detta Kra, e venivano divise in 12 forme, che rappresentano una caratteristica dell'essere umano. 

## Forme
Le forme erano: tenace, il gentile, l'illustre, l'audace, l'eccentrico, il fanatico, il casto, il bellicoso, l'intelligente, l'attento, il generoso ed il coraggioso. Tutte con le proprie leggende ed i suoi animali prediletti.